# Pettau (Adelsgeschlecht)

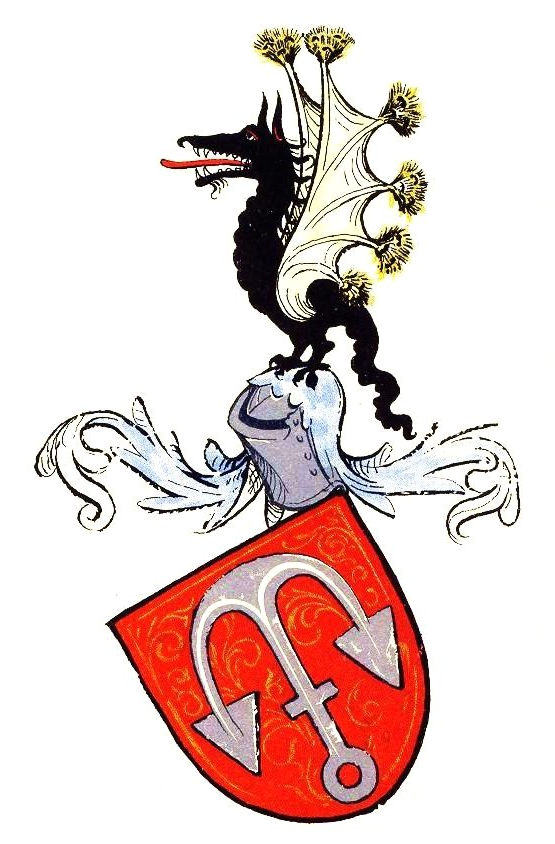
Wappen derer von Pettau

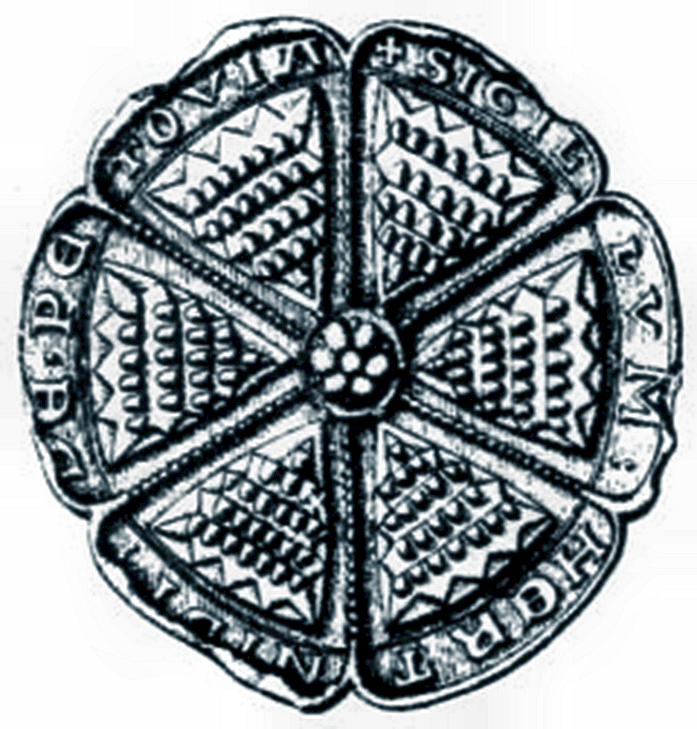
Siegel derer von Pettau (1243)

Pettau (auch Herren von Pettau, Pettauer, Gospodje Ptujski, Herren von Ptuj) ist der Name eines Adelsgeschlechts in der Untersteiermark, das als angesehenes und vermögendes Salzburger Ministerialengeschlecht 1132 erstmals urkundlich erwähnt wurde und 1438 erloschen ist. Die Pettauer waren auch Erblandmarschälle des Herzogtums Steier.

## Geschichte
In Kämpfen gegen die Ungarn konnten sich die Pettauer erstmals verdient machen. Gesichert ist, dass König Geisa von Ungarn 1161 wegen Grenzverletzung seitens Friedrichs II. von Pettau beim Salzburger Erzbischof Klage führte.
Um 1190 gelang es einem Zweig der Pettauer, das Gurker Lehen Königsberg/Kunšperk zu erwerben. Auch in den Burgen HörbergPodsreda (Kozje) und Montpreis/Planina, ehemals Gurker Lehen, von den Herren von Montpreis erworben, konnte sich ein weiterer Zweig festsetzen.
Um 1200 konnte Friedrich III. von Pettau den Ungarn die Gebiete Friedau/Ormož (mit Polstrau/Središče ob Dravi) abringen (Schlacht auf dem Pettauer Feld am Ostersonntag 1199). Die Grenzhut beim dabei neu gegründeten Ort Großsonntag/Velika Nedelja wurde dem Deutschen Ritterorden übertragen. Erst durch diese erfolgreichen militärischen Aktionen wurde die Grenze von Polstrau bis Luttenberg/Ljutomer fixiert, die bis 1919 bestand.
Im 13. Jahrhundert erwarben die Pettauer auch das ungarische Lehen Ankenstein/Borl, das die Treuner (Herren von Dranneck) den Ungarn entwunden hatten.
Um 1230 stiftete Mathilde, die Witwe Friedrichs III., das Dominikanerkloster Pettau, das von Friesach aus besiedelt wurde (1786/87 aufgelöst).
1237 finden wir Friedrich und Hartnid von Pettau unter den Zeugen einer Urkunde Kaiser Friedrichs II., in der dieser dem Deutschen Orden Privilegien bestätigt.

### Interregnum
Nach dem Aussterben der Babenberger in der Steiermark (1246) waren einzelne Pettauer, darunter Friedrich V., Anhänger Herzog Heinrichs von Niederbayern und in der Folge König Bélas IV. von Ungarn, andere wiederum des Böhmen Przemysl Ottokar.

#### Ungarn
Ab 1254 (Frieden von Ofen) waren die Ungarn Beherrscher der Steiermark. Weil sie aber bald verhasst waren, wurde ihr Statthalter Stephan Subič während seiner Belagerung der Burg des Seifried von Mahrenberg von Hartnid II. von Pettau mit einem Drautaler Aufgebot 1258 überfallen und aus dem Land gejagt. Im selben Jahr verpfändete der ungarnfreundliche Erzbischof Ulrich Stadt und Herrschaft Pettau an Béla, dessen Sohn Stephan V. dort eine Zeit lang residierte. Die Burg war seit 1254 von Deutschordensrittern verwaltet worden und auch König Ottokar II., ab 1260 Herr der Steiermark, verlieh die beiden Pettauer Burgen sowie die Stadt an den Deutschen Orden. 1259 hatte der steirische Adel die Ungarnherrschaft satt und vertrieb mit heimlicher Hilfe König Ottokars die Ungarn aus Pettau. Ottokar wurde nach seinem Sieg in der Schlacht bei Kressenbrunn 1260 steirischer Landesfürst.

#### Böhmen
Etwa um 1260 konnte Friedrich V. von Pettau Burg und Herrschaft Ehrenhausen als St. Pauler Lehen gewinnen, 1360 fiel das Lehen wieder zurück und kam 1365 wieder an die Pettauer.
1268 war Friedrich in eine angebliche Adelsverschwörung (siehe auch: Heinrich von Pfannberg) gegen König Ottokar involviert und musste seine Burgen Wurmberg und Schwanberg abtreten; Wurmberg wurde zerstört.
1270 musste Friedrich neben anderen steirischen Edlen wohl oder übel im Heere König Ottokars bei dessen Inbesitznahme von Krain und Kärnten dabei sein.

### Habsburg
Ab 1276 (siehe Reiner Schwur) waren die Pettauer maßgeblich auf Seiten des neuen Königs Rudolf an der Vertreibung und finalen Niederlage des ungeliebten Böhmenkönigs 1278 (Schlacht auf dem Marchfeld) beteiligt.
1279 scheint Friedrich von Pettau als Zeuge in einer königlichen Urkunde auf, in der Graf Ulrich von Heunburg mit seiner Frau Agnes zugunsten König Rudolfs auf eine Reihe von Ansprüchen verzichtet.
Der Habsburger erhob als neuer steirischer Landesfürst seinen Pettauer Gefolgsmann 1279 zum steirischen Landeshauptmann (?), verpfändete ihm die Herrschaft Pettau und erlaubte ihm auch, an der ungarischen Grenze die Burg Friedau zu errichten (obwohl es Salzburger Lehen blieb!). Diesem Machtzuwachs stellte sich Salzburg entgegen, sodass die Pettauer 1280 auf Stadt und Burg, Stadt- und Landgericht, die Vogtei über die Salzburger Besitzungen in der Steiermark und auf alle anderen Herrschaftsrechte verzichten mussten. Im Gegenzug erhielten sie das erbliche Burggrafenamt und die Burghut über die beiden Pettauer Burgen, die Stadt, die Maut und den Zoll.
Die Pettauer verlangten aber weiterhin Entschädigungszahlungen für die dem König gewährte Pfandsumme, was dazu führte, dass Salzburg ihnen 1285 das Burggrafenamt und die Lehen entzog. Die nun ausgebrochene Fehde endete zugunsten Salzburgs.
Nun erwarben sie mehrere Lehen vom Bistum Gurk (Lemberg/Leonberg, Neuhaus/Dobrna, Rabensberg/Ranšperk), von St. Paul (Spielfeld) und vom Herzog (Treun/Dranneck).
1293 wurde der Familienbesitz von den Söhnen Friedrichs V. geteilt und es entstanden zwei Linien, Wurmberg und Friedau.

#### Wurmberg und Friedau

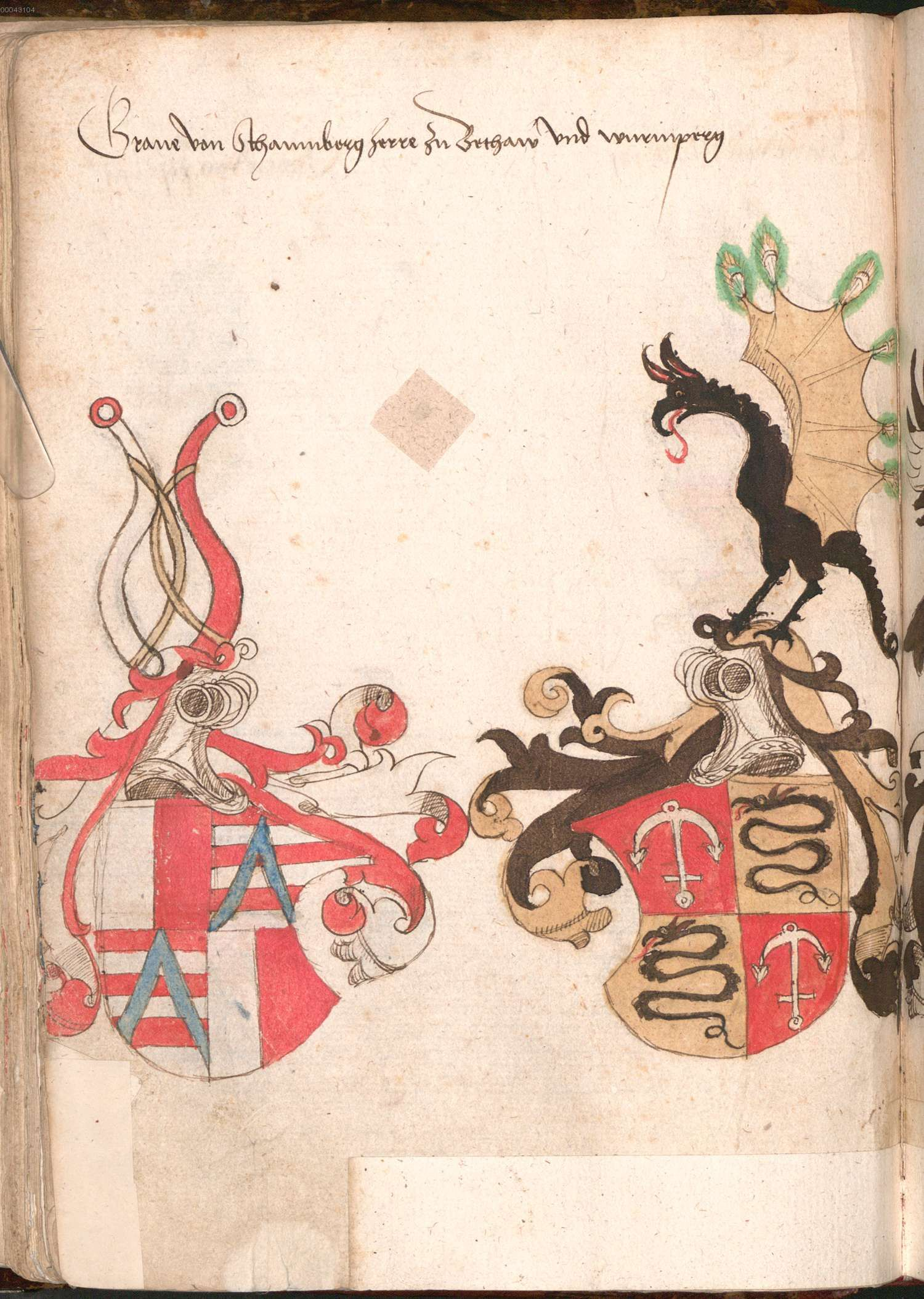
Wappen der Grafen von Schaunberg und der Herren von Wurmberg im Wernigeroder Wappenbuch

1309 wurde ein langwieriger Streit zwischen Hartnid und Amelrich von Pettau und Salzburg entschieden, wonach sie ihre Häuser in der Stadt verkaufen mussten; darüber hinaus ging es auch um Grenzstreitigkeiten bei Schwanberg und im Sausal.
Im selben Jahr gab es einen Aufstand des österreichischen Adels und der Wiener Bürger gegen Herzog Friedrich den Schönen. Steiermarks Landeshauptmann Ulrich I. von Walsee konnte diesen mit Hilfe der Pettauer und andere steirischer und Kärntner Edlen im Keime ersticken.
Die Friedau-Pettauer erwarben 1325 das steirische Erb-Marschallamt, mit dem Frauheim/Fram und ausgedehnte Besitzungen im Sölktal verbunden waren, und beerbten diesbezüglich die Wildonier. Als Marschälle hatten sie im Kriegsfalle das steirische Landesaufgebot anzuführen.
Herdegen I. zählte in den 1330er Jahren zu den mächtigsten Adeligen und war 1350/51 auch Landeshauptmann von Krain. In dieser Zeit verloren die Pettauer allerdings ihre Herrschaften Heggenberg/Hekenberg, Wöllan/Velenje und Katzenstein/Kacenštajn im oberen Sanntal an die Sannecker, die späteren Grafen von Cilli, da diese die Pettauer Enklaven in ihrem Gebiet nicht mehr dulden wollten. Andererseits konnten sie Gurkfeld/Krško, Liebegg/Lebek, Erkenstein/Erkenštajn, Maidburg/Majdburg und Lichtenegg/Lihtenek sowie auch Kärntner Besitzungen erwerben.
1328 scheinen Herdegen und Amalrich von Pettau in einer Urkunde Herzog Friedrichs des Schönen als Zeugen auf.
1331 bewährte sich Herdegen, Marschall in Steier, als Mitglied eines Schiedsgericht im Erbstreit zwischen Friedrich von Sanneck und Konrad von Auffenstein um die Stadt Cilli nach dem Erlöschen der Grafen von Heunburg 1322.
1345 finden wir einen Schiedsspruch Herzog Albrechts in der Auseinandersetzung um Rudenegg zwischen Ulrich II. von Walsee, Bischof Ulrich von Gurk, den Pfannbergern, Cilliern, Ortenburgern und Montpreisern einerseits und den Brüdern Herdegen und Friedrich von Pettau andererseits.
1351 wurde von Friedrich von Walsee ein Schiedsspruch gefällt in der Streitsache Katzenstein zwischen Graf Friedrich von Cilli und Herdegen von Pettau.
Durch Beerbung der Grazer Walseer (erloschen 1363) erlangten sie auch die Herrschaften Haus/Hompoš und Gibl/Kebelj (1362 an Pettauer verpfändet, 1400 an sie verkauft) sowie Wartberg und Rosegg in Kärnten.
1365 verpfändeten die Habsburger Weichselburg/Višnja Gora an die Pettauer für ihre Hilfe gegen Bayern im Kampf ums Tiroler Erbe.
Die Wurmberger Linie starb 1382 mit Hartnid IV. aus. Ihr Besitz kam an dessen Vetter Hartnid V. von Pettau-Friedau († 1385). Dessen Sohn Bernhard erbte 1400 von seinem Onkel und ehemaligen Vormund Sohn Ulrich IV. von Walsee-Drosendorf Güter in (Nieder-)Österreich und in der Steiermark.

#### Ausklang
Zwischen 1390 und 1410 erbaute Bernhard von Pettau auf dem Pettauberg/Ptujska Gora die Kirche Maria Neustift, die heutige Basilika der Schutzmantelmadonna. Auf dem Gnadenrelief ist Bernhard mit seiner Frau und den Großen seiner Zeit verewigt.
1436 findet sich eine Bestätigungsurkunde von Bischof Johann von Gurk über etliche den Grafen von Cilli verliehene Lehenschaften, welche von Hertl von Pettau und Hartnid von Friedau an Gurk heimgefallen sind: Rabensberg, Lemberg, Neuhaus, Gabel?/Gibl und Eckenstein?/Erkenstein mit allen Zugehörungen.
Mit dem Tode Friedrichs IX., der 1432 Landeshauptmann von Steiermark war, erloschen 1438 die Pettauer, die in der Dominikanerkirche zu Pettau ihr Erbbegräbnis fanden. Sie wurden von den Schaunbergern (Anna von Pettau war mit Graf Johann II. von Schaunberg verheiratet) und Stubenbergern (Agnes von Pettau war in zweiter Ehe mit Leutold von Stubenberg vermählt) beerbt. Das steirische Erbmarschallamt fiel temporär an die Schaunberger.
1428 hatte Friedrich seinem Schwager Graf Johann von Schaunberg, welcher ihm nach dem Tode seines Vaters Bernhard große und wichtige Dienste erwiesen hatte, die Burggrafschaft und das Landgericht Pettau, Kerspach, Weyzau, den Zehent um die Stadt Pettau samt der Maut bestimmt, alles Lehen des Erzstiftes Salzburg. Ferner hatte er ihm das Marschallamt in Steier und die mit demselben verbundene Herrschaft Frauheim vermacht. Außerdem hatte er ihm in dankbarer Anerkennung des nach dem Tode des Vaters Bernhard erhaltenen Beistandes 20.000 Gulden ungrisch oder Dukaten auf den Vesten Rabensberg und Lemberg im Sanntal verschrieben, welche vom Bistum Gurk zu Lehen rührten; dann abermals 25.000 ungrische Gulden auf der Veste, dem Urbar und Markte Schwanberg, Lehen des Hochstiftes Brixen.
Am Höhepunkt ihrer Macht, die formell auf ihrem Pettauer Burggrafenamt basierte, hatten die Pettauer ein großes abgerundetes Territorium zwischen Mur und Bachergebirge beherrscht und waren zu obersten Marschällen der Steiermark geworden.

## Stammliste
Friedrich I. († 1137); ⚭ N.N., Schwester Gottfrieds von Wieting
- Friedrich II. († 1174); ⚭ Benedikta von Machland (urk. 1174 Witwe)
  - Tochter; ⚭ Lantfried von Eppenstein († 1190)[2]
  - Hartnid († 1189); ⚭ N.N. von Wildon
    - Heinrich von Pettau († 1217), Propst von Maria Saal, 1214 Bischof von Gurk
    - Friedrich III. († 1222); ⚭ Mechthilde/Mathilde († 1253)
      - Heinrich
      - Friedrich IV. († um 1246), Burggraf von Pettau-Stein; ⚭ Herrad von Montpreis
        - Gerbirg; ⚭ Heinrich von Schärfenberg

      - Hartnid von Pettau († 1251), 1243 Vogt von Oberburg (Gornji Grad); ⚭ Mathilde von Hollenburg-Wurmberg († 1265)
        - Friedrich V. († 1288); ⚭ I: Sophie von Sanneck, urkundlich 1264, († 1261?); ⚭ II: Agnes von Pfannberg
          - Friedrich VI. († 1301) siehe unten Wurmberger Linie
          - Hartnid III. († 1316) siehe unten Friedauer Linie

        - Hartnid I. († um 1254)
          - Hartnid II.
          - Friedrich VII.
          - Adelheid

    - Arnold, 1201 Pfarrer von St. Georgen
    - Otto I. († 1241), 1217 von Königsberg/Kunšperk (Königsberger Linie)
      - Otto II. († 1259); ⚭ Richza/Richiza von Rohitsch
        - Otto III. († 1284)
          - Otto IV. († 1299)
          - Friedrich
          - Anna

Wurmberger Linie
Friedrich VI. († 1301), Burggraf von Pettau-Stein,
- Amelrich († 1336); ⚭ Agnes von Walsee
  - Mathilde
  - Agnes
  - Anna
  - Hertel/Hartnid IV. († 1382); ⚭ Elisabeth, Tochter von Graf Albrecht II. von Ortenburg-Kärnten († 1336)
    - Eberhard († 1381)
    - Anna († 1430); ⚭ Otto von Stubenberg († 1425)
      - Otto und drei Schwestern, Erbe in bar abgegolten

Friedauer Linie
Hartnid III. († 1316); ⚭ Kunigunde von Liechtenstein-Murau
- Friedrich VII.
- Herdegen I./Herdeggen/Hardeck († 1343/1352/1353), Landeshauptmann von Krain (1350–1351); ⚭ 1319 Klara, Tochter von Graf Albert II. von Görz († 1327)
  - Flormei; ⚭ I: Eberhard VII. von Walsee († 1371); ⚭ II: Heinrich von Maissau († 1360)
  - Elisabeth; ⚭ Jans II. von Walsee († 1370)
    - Ulrich IV. von Walsee-Drosendorf († 1400)

  - Herdegen II.
  - Hartnid V. († 1385); ⚭ Wilburg von Rauhenstein († 1404)
    - Katharina
    - Friedrich VIII.
    - Anna († 1378/1381); ⚭ I: Graf Friedrich von Stubenberg († um 1372); ⚭ II: (vor 1375) Albrecht von Pottendorf († nach 1394)
    - Bernhard († 1428); ⚭ Walburga, Tochter von Graf Hermann I. von Cilli, bzw. Willibirg von Maidburg († 1431)
      - Friedrich IX. († 6. Jänner 1438, Erlöschen des Mannesstamms), 1432 Landeshauptmann von Steiermark; ⚭ Beatrix, Tochter von Graf Friedrich I. von Helfenstein-Wiesensteig († 1348)
      - Anna († 1465); ⚭ 1416 Graf Johann II. von Schaunberg, Haupterbe
      - Agnes († 1451); ⚭ I: 1422 Graf Johann Meinhard VII. von Görz († 1430); ⚭ II: Leutold von Stubenberg
      - Magdalena; ⚭ Johann von Abensberg, Erbverzicht gegen Barabgeltung

## Gefolgsleute
Es sind Gefolgsleute der Pettauer bezeugt, die sich ebenfalls „von Pettau“ nannten. Außerdem:
- Gressinger
- Peßnitzer
- weitere

## Besitz
- Ankenstein/Borl (einst ungarisches Lehen, vor 1300 allodisiert, nach 1438 an Schaunberger)
- Brunnsee (nach Walseer Fehde 1413 an Pettauer, nach 1438 an Landesfürsten)
- Ehrenhausen (St. Pauler Lehen, um 1260, nach 1438 an Schaunberger)
- Enzesfeld (Niederösterreich, 1400 von Ulrich IV. von Walsee an Bernhard von Pettau)
- Erkenstein/Erkenštajn (Gurker Lehen)
- Frauheim/Fram (mit Marschallamt Steier verbunden, ab 1325, von Wildoniern, nach 1438 an Schaunberger)
- Friedau/Ormož (Holermues, ab 1199, Salzburger Lehen, nach 1438 an Schaunberger)
- Gibl/Kebelj (ab 1379, Gurker Lehen)
- Gleichenberg (1400 von Ulrich von Walsee-Drosendorf, nach 1438 an Schaunberger, dann an Reinprecht IV. von Walsee)
- Gonobitz/Konjice (Teil, vor 1339 von Gonobitzern an Pettauer)
- Großsonntag/Velika Nedelja
- Haus/Hompoš (am Bachergebirge, 1362 von Eberhard VIII. von Walsee-Graz an Hartnid von Pettau, nach 1438 an Stubenberger)
- Heggenberg/Hekenberg (Ankauf 1323–1362 von Herren von Königsberg)
- Hollenburg (Rosental/Kärnten, 1246 an Pettauer)
- Hörberg/Podsreda (Kozje)
- Katzenstein/Kacenštajn (bei Schönstein/Šoštanj, urk. 1243, 1326 unter Sannecker Einfluss)
- Kirchberg am Walde (Grafendorf bei Hartberg, vor 1300 von Kranichbergern an Pettauer, nach 1438 landesfürstlich)
- Königsberg/Kunšperk
- Laubegg (Ragnitz, Seckauer Lehen, 1363 von Grazer Walseern, von Agnes von Pettau an Landesfürsten Herzog Friedrich V. vermacht)
- Leibnitz (?)
- Lemberg/Leonberg/Löwenberg (nördl. Cilli, ab 1279, Gurker Lehen, nach 1438 an Schaunberger, dann Cillier)
- Lichtenegg/Lihtenek (vor 1337/1354, von Treunern)
- Liebegg/Lebek
- Luttenberg/Ljutomer (Salzburger Lehen)
- Maidburg/Majdburg (1400 von Ulrich IV. von Walsee an Bernhard von Pettau, nach 1438 an Stubenberger)
- Montpreis/Planina (1227 durch Heirat bzw. 1241 durch Erbschaft an Friedrich IV. von Pettau, 1265 an Schärfenberger)
- Neuhaus/Dobrna (nördl. Cilli, ab 1341, Gurker Lehen)
- Pabenstein/Pabštajn (?, nach 1438 an Schaunberger)
- Pettau (Salzburger Lehen, Burggrafschaft über beide Burgen, Landgericht, Maut etc., nach 1438 an Schaunberger auf Lebensdauer von Graf Johann, Anna und gemeinsamen Söhnen)
- Polstrau/Središče ob Dravi (Salzburger Lehen, nach 1438 an Schaunberger)
- Rabensberg/Ranšperk (nördl. Cilli, Gurker Lehen, nach 1270 an Pettauer, nach 1438 an Schaunberger)
- Radkersburg (landesfürstliches Lehen, ab 1300 allodisiert)
- Rosegg/Raseck (Kärnten, von Herren von Ras 1346 bzw. Eberhard VIII. von Walsee-Graz († 1363) an Hartnid von Pettau, 1441 an Schaunberger)
- Rudenegg/Rudenek (1345/1364 nach Fehde an Cillier)
- Schönburg/Žamberk (?, an Sannecker)
- Schwanberg mit Spangstein (Brixner Lehen)
- Spielfeld (St. Pauler Lehen, nach 1438 an Schaunberger)
- Sölktal (durch Marschallamt in Steiermark erwarben Pettauer hier 1325 Besitzungen von den Wildoniern)
- Spitz (Ober- und Unter-) (Deutsch Goritz, 1363 von Grazer Walseern, nach 1438 an Landesfürsten)
- Stein (St. Georgen im Lavanttal, 13. Jh.)
- Tamsweg (Lungau) (Zusammenhang mit Otto von Machlands dortigem Besitz, 1246 an Salzburg verkauft)
- Treun/Drann/Dravinja (?, 1294, von Treunern)
- Wartberg (Burgstallamt in Kärnten, nach 1438 an Schaunberger)
- Weichselburg/Višnja Gora (Pfand der Habsburger 1365)
- Weinburg (Lehen vom Bistum Seckau, von Ulrich IV. von Walsee-Drosendorf 1400 an Cousin Bernhard, nach 1438 an die Herren von Walsee-Enns)
- Wien: ein Haus am Graben, Vorläufer des Palais Corbelli-Schoeller[3] (1400 von Ulrich IV. von Walsee-Drosendorf, nach 1438 an Schaunberger)
- Wildbach (von Wildoniern, nach 1438 landesfürstlich)
- Wöllan/Velenje (Ankauf 1323–1362 von Herren von Königsberg)
- Wurmberg/Vurberk (Salzburger Lehen, ab 1246 an Hartnid IV. von Pettau und vorübergehend an Erchenger von Landesere, nach 1438 an Stubenberger)

Ein Teil der Kärntner Besitzungen stammt von der Frau Friedrichs II. von Pettau, Benedikta, Witwe des Hartwig von Machland († 1120).

## Vogteien
- Kloster Oberburg (bis 1288, nach 1328)

Die Vogtei über die Salzburger Herrschaft Pettau hatten seit 1147, seit dem Tod von Bernhard von Trixen-Spanheim, die jeweiligen steirischen Landesfürsten inne.

## Wappen
Wurm (in Gold eine golden gekrönte, verschlungene, schwarze Schlange); Herrschaft Wurmberg: sie gehörte ursprünglich den Herren von Hollenburg, die auch Wurme (Drachen) im Wappen führten; nach ihrem Aussterben 1246 wurden die von Hollenburg von den Herren von Pettau beerbt, da Hartnid I. von Pettau, 1243 Vogt von Oberburg († 2. September 1251), mit Mathilde von Hollenburg-Wurmberg († 30. Oktober 1265), verheiratet war,
und Anker (in Rot ein gestürzter silberner Anker ohne Stock; Herrschaft Ankenstein bzw. Anchenstein bei Pettau); im Stifterfenster im Chor der Stiftskirche Viktring findet man das Wappen mit dem Wurm im Schild und dem Anker als Helmzier. Andere Darstellungen zeigen wiederum den Anker im Schild und einen golden geflügelten schwarzen Wurm (Drachen) als Helmzier.

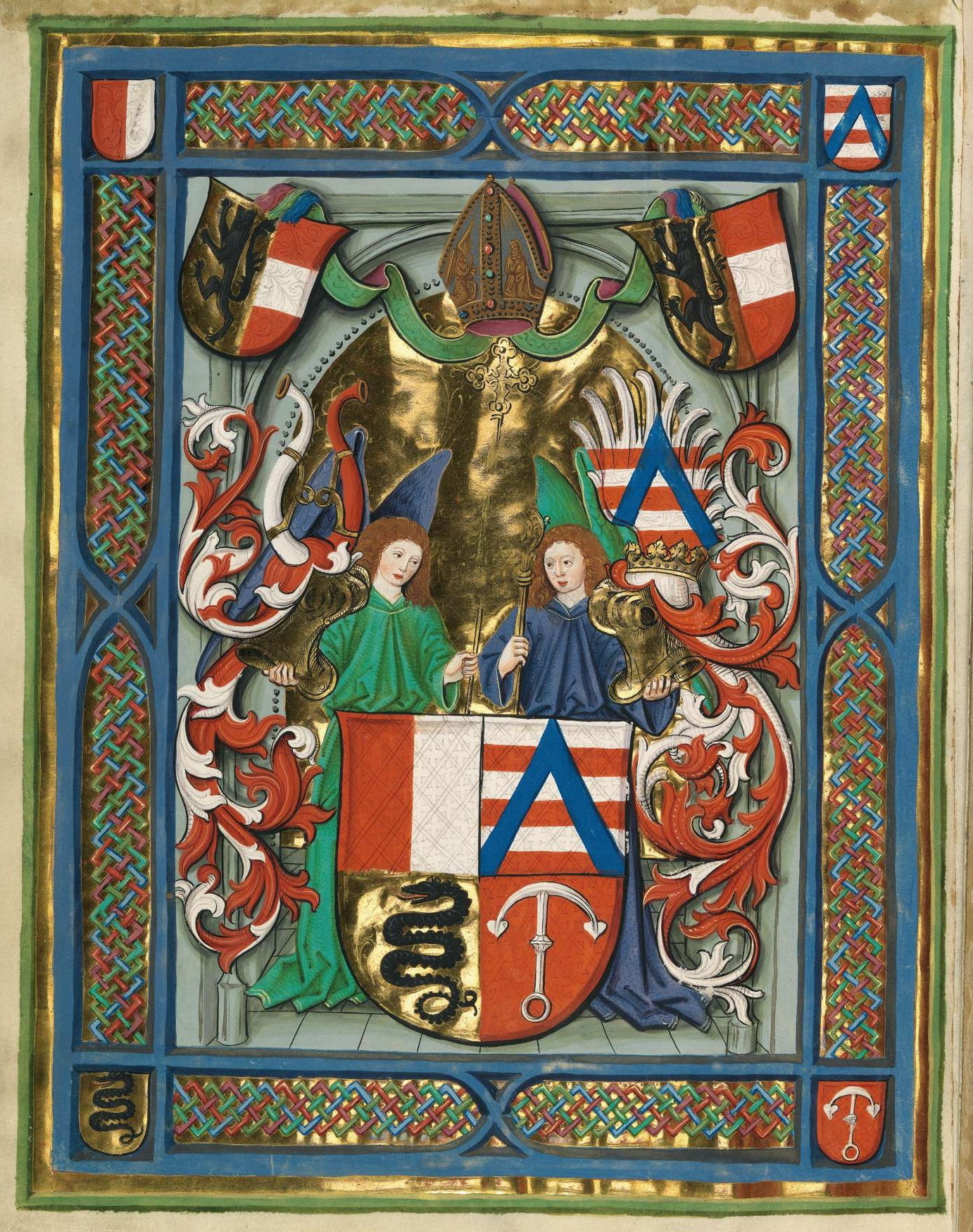
Wappen des Salzburger Erzbischofs Friedrich V. von Schaunberg († 4. Oktober 1494)

Die Herren von Pettau erloschen 1438 im Mannesstamm. Im Besitz der Herrschaft Pettau und des Erblandmarschallamts der Steiermark folgten die Schaunberger, die auch die Pettauer Wappenbilder in ihr gemehrtes Familienwappen übernahmen, da Johann II. von Schaunberg Anna von Pettau geheiratet hatte. 1445 verzichteten die Schaunberger auf die Herrschaft Pettau, der Besitz kam 1479 an die Ungarn, danach an das Erzstift Salzburg, 1555 zum Herzogtum Steiermark und 1622 wurde die Herrschaft Pettau an die Eggenberger verkauft.
Das Wappen derer von Pettau findet sich – als Erben der Schaunberger – auch im gemehrten Wappen der Starhemberg wieder.